# Wodonga
Wodonga est une ville de l'État de Victoria en Australie sur le Murray, à 300 km au nord-est de Melbourne. Sa ville jumelle est, de l'autre côté du fleuve, Albury, en Nouvelle-Galles du Sud. Elle compte 33 010 habitants en 2006.
La ville possède une base militaire, un important marché à bestiaux, une fabrique d'aliments pour animaux, un abattoir, une cartonnerie...
Située à 152 m d'altitude, la ville bénéficie d'un climat tempéré: 21,9 °C de moyenne de température maximale en été, 8,6 °C de moyenne en hiver avec 730 mm de précipitations par an.